# Paczków
Paczków è un comune urbano-rurale polacco del distretto di Nysa, nel voivodato di Opole.
Ricopre una superficie di 79,7 km² e nel 2004 contava 13 828 abitanti.